# Comté de Bartow
Pour les articles homonymes, voir Bartow.
Le comté de Bartow  est l'un des comtés de l'État de Géorgie. Le chef-lieu du comté se situe à Cartersville. Le comté a été fondé en 1832.

## Comtés adjacents
- Comté de Gordon au nord.
- Comté de Pickens au nord-est.
- Comté de Cherokee à l'est.
- Comté de Cobb au sud-est.
- Comté de Paulding au sud.
- Comté de Polk au sud-ouest.
- Comté de Floyd à l'ouest.

## Municipalités du comté
- Cassville
- Kingston

## Démographie
| 1840  | 1850   | 1860   | 1870   | 1880   | 1890   |
| ----- | ------ | ------ | ------ | ------ | ------ |
| 9 390 | 13 300 | 15 724 | 16 566 | 18 690 | 20 616 |

| 1900   | 1910   | 1920   | 1930   | 1940   | 1950   |
| ------ | ------ | ------ | ------ | ------ | ------ |
| 20 823 | 25 388 | 24 527 | 25 364 | 25 283 | 27 370 |

| 1960   | 1970   | 1980   | 1990   | 2000   | 2010    |
| ------ | ------ | ------ | ------ | ------ | ------- |
| 28 267 | 32 663 | 40 760 | 55 911 | 76 019 | 100 157 |